# Les Deux Mondes (roman)
Pour les articles homonymes, voir Deux mondes.
Les Deux Mondes (titre original : Reamde) est un roman techno-thriller américain, écrit par Neal Stephenson et paru en 2011 puis traduit en français et publié en deux tomes par les éditions Sonatine en 2014 sous les titres Le Réseau et La Frontière,.
Le récit se concentre sur une jeune fille prise en otage et sur les efforts d'une famille accompagnée d'alliés, pour la retrouver à travers plusieurs pays et tenter de la libérer. L'histoire se déroule de nos jours, à la fois dans le monde contemporain et à la fois dans un univers de MMORPG. La trame narrative aborde parfois très précisément des activités en ligne telles que les réseaux sociaux, le Farming, les jeux de rôles en ligne, mais également les activités de la mafia russe et des terroristes islamistes.

## Résumé
Richard Forthrast a fui l’Iowa dans les années 1970 pour échapper à la guerre du Vietnam. Réfugié dans les Rocheuses canadiennes, il a fait fortune en important illégalement de la marijuana sur le territoire américain. Passionné de jeux vidéo, il y a ensuite investi une partie de son argent dans la société Corporation 9592, qui exploite T’Rain, un jeu en ligne au succès international. Lorsqu’un mystérieux hacker commence à rançonner les joueurs de T’Rain, une poursuite s’engage pour le démasquer. Très vite, la piste mène en Chine, là où des milliers de gold farmers jouent en permanence afin d’acquérir des artefacts de jeux vidéo, qu’ils revendent ensuite aux joueurs occidentaux. Lorsque la mafia russe, que le même hacker vient de dépouiller de dossiers brûlants, s’en mêle, la partie devient très rapidement mortelle.
Zula, la nièce de Richard, part sur les traces des hackers et son chemin va croiser celui de deux hommes redoutables : Ivanov, un ponte de la mafia russe et Abdallah Jones, un terroriste islamiste. Lorsqu'en Chine, Zula est   prise en otage par ce dernier, débute une partie d’échec au sein des deux mondes : le virtuel et le réel. 

## Personnages
Par ordre d'apparition :
- Richard Forthrast, surnommé aussi Dodge ou Dick. Ancien contrebandier de marijuana, ayant fait fortune en développant un MMORPG appelé T'Rain et également patron d'une résidence pour skieurs ;
- John Forthrast, frère ainé de John ;
- Patricia Forthrast, sœur de Richard et de John, morte accidentellement lors d'un orage ;
- Willa, petite cousine ;
- Len, cousin au second degré ;
- Zula, (née en Érythrée) fille adoptive de Patricia et de Bob, son mari. Après le décès de Patricia, Zula sera adoptée par John et Alice, son oncle et sa tante ;
- Alice, épouse de John, mère de quatre enfants ;
- Peter Curtis,  consultant en sécurité informatique, fiancé de Zula ;
- Jacob, dit Jake, frère de Richard, de John et de Patricia ;
- Elisabeth, épouse de Jacob, mère de trois enfants, dont Aaron ;
- Nicholas, père de Richard, John, Patricia et Jake ;
- Vickie, nièce de Richard ;
- Rosie et Carmalita Cardena, aides soignantes de Nicholas ;
- Chet, motard canadien, ami de Richard, avec qui il a monté une résidence pour skieurs ;
- Nolan "Yu", partenaire chinois et associé de Richard ;
- "Pluto" Olszewski, fils de géologue, développeur d'une simulation géologique, devenue la principale source de revenu et de monnaie virtuelle pour T'Rain ;
- Don Donald Cameron, dit D2, écrivain de fantasy ;
- Devin Skraelin, écrivain de fantasy, surnommé Skeletor après une impressionnante perte de poids ;
- Diane, collaboratrice de T'Rain, surnommée "tsarine des couleurs" ;
- Corvallis Kawasaki, hackeur surnommé C+, travaillant pour T'Rain ;
- Géraldine Levy, responsable du canon de T'Rain, embauchée afin de cataloguer et référencer les ressources écrites par Devin ;
- Premjith Lal, responsable d'un des départements des « Trucs bizarres » ;
- Wallace, écossais installé au Canada, travaillant pour la mafieux russe Ivanov. L'avatar de Wallace dans T'Rain sera victime du rançongiciel dénommé "Reamde" ;
- Ivanov, mafieux russe, souffrant d'hypertension et victime de plusieurs mini-attaques cérébrales qui lui feront perdre toute raison au fil de premier tome ;
- Sokolov, ancien militaire russe, opérant comme consultant en sécurité. Il est l'homme de main d'Ivanov, ce dernier lui ayant confié l'opération de trouver les concepteurs chinois du virus Reamde ;
- Csongor Takács, (25 ans) consultant hongrois en sécurité informatique, embauché par Ivanov ;
- Pavel Pavlovitch, camarade de régiment en Afghanistan de Sokolov ;
- Dale, conducteur ;
- Wendy, secrétaire de Devin ;
- Qian Yuxia, jeune chinoise hakka, qui servira de guide à Zula et l'équipée russe lors de leur arrivée à Xiamen. Elle se retrouve embarquée dans le flux de l'aventure ;
- Kautsky, consultant en sécurité ;
- Marlon, hackeur chinois et leader de l'équipe de pirates ayant développé le virus Reamde. Zula sauve sa vie, et Marlon devient ami avec Csongor et Qian lors d'une évasion sur un navire ;
- Olivia Halifax-Lin, agent du MI6. Basée à Xiamen, elle espionne un groupe de terroristes islamistes sous l'identité de Meng Anlan.
- Abdallah Jones : d'origine galloise, il se convertit au terroriste islamiste après s'être affilié à des jihadistes du Pakistan ;
- John, ancien du Special Boat Service de la Royal Navy ;
- Stan, capitaine des corvettes US ;
- Alastair, analyste du MI6 ;
- Khalid, lieutenant de Jones ;
- Pavel et Sergeï, pilotes russes de d'avion ;
- Batu, cuistot du bateau ;
- Mohammed, pilote du bateau ;
- George Chow, agent aidant Olivia à s'exfiltrer de Chine ;
- James et Nicholas, couple gay, voisins du domicile de Zula ;
- Harriet, femme de Nolan ;
- Abdul-Wahaad, Mahir, Sharif, Ershut, soldats de Jones ;
- Sharjeel, Aziz, Zakir, soldats originaires d'Inde et du Pakistan, ayant rejoints Jones ;
- Seamus Costello, capitaine américain à la retraite, agent de la CIA, installé aux Philippines pour surveiller les bases arrière de Jones. Il évolue également dans le monde de T'Rain sous le pseudo de Thorraks.
- Marcella Houston, agent du FBI, basée à Houston ;
- l'inspecteur Fournier, agent du FBI ;
- Erasto (originaire de Somalie), Abdul-Ghaffar (Américain de 45 ans), Sayed (40 ans), Jahandar (originaire d'Afghanistan), soldats de Jones ;
- l'agent Vandenberg, du FBI de Seattle ;
- Igor, russe embauché par Sokolov, pour l'opération d'intrusion dans l'appartement de Peter ;
- Vlad, co-locataire d'Igor ;
- Stan, collègue et ancien compagnon d'armes de Seamus, installé près de Washington ;
- Ferdinant, agent de l'ambassade US à Manille ;
- Marcus Shadwell, major dans une unité des forces spéciales installé sur la base Lewis-McChord ;
- Daniel, voisin de la propriété de Prohibition Crick ;
- Jabarri, soldat de Jones, originaire d'Egypte ;
- Jack, pilote d'hélicoptère ;
- Alice, ex de Richard...

## Éditions
- Reamde, William Morrow and Company (en), 20 septembre 2011, 1 056 p.  (ISBN 978-0-06-197796-1)
- Le Réseau, Sonatine, 5 juin 2014, trad. Héloïse Esquié, 688 p.  (ISBN 978-2-35584-112-5)
- La Frontière, Sonatine, 21 août 2014, trad. Héloïse Esquié, 624 p.  (ISBN 978-2-35584-281-8)
- Le Réseau, 10/18, 7 janvier 2016, trad. Héloïse Esquié, 768 p.  (ISBN 978-2-264-06823-1)
- La Frontière, 10/18, 21 avril 2016, trad. Héloïse Esquié, 696 p.  (ISBN 978-2-264-06824-8)